# Місцеві вибори у Луганській області 2015
Місцеві вибори у Луганській області 2015 — вибори, що відбулися 25 жовтня 2015 року в Луганській області, в рамках проведення місцевих виборів по всій країні. Вибори на територіях, контрольованих бойовиками, не проводилися.

## Передумови
Через окупацію частини регіону проведення виборів на всій території області визнали неможливим. Відповідно до постанови Центральної виборчої комісії України, вибори не проводилися у 31 місцевій раді Луганської області, а саме у Щастинській міській раді, Бахмутівській, Гречишкинській, Кримській, Муратівській, Райгородській, Трьохізбенській сільських радах Новоайдарського району, Попасняській районній раді, Гірській, Золотівській, Попаснянській міських радах, Білогорівській, Вовчоярівській, Врубівській, Комишуваській, Малорязанцівській, Мирнодолинської, Нижненської, Новотошківської, Тошківської селищних рад, Троїцької сільської ради Попаснянського району та Петрівської, Станично-Луганської селищних рад, Валуйської, Вільхівської, Герасимівської, Комишненської, Нижньотеплівської, Передільської, Теплівської, Широківської сільських рад Станично-Луганського району. Також вибори не проводилися в Антрацитівському, Краснодонському, Лутугинському, Перевальському, Попаснянському, Слов'яносербському, Станично-Луганському районах та містах Алчевську, Антрациті, Брянці, Кіровську, Краснодоні, Красному Лучі, Луганську, Первомайську, Ровеньках, Свердловську та Стаханові — загалом у 146 населених пунктах області.

## Результати
Початок виборчого процесу в області оголошено з 5 вересня 2015 року. В зв'язку з окупацією українських територій Луганську обласну виборчу комісію не створювали. Явка виборців в області у день голосування становила 43,3 %. За результатами виборів, кандидати від Опозиційного блоку здобули 46,9 % всіх депутатських мандатів Луганської області.